# Fira Slot Clàssic
La Fira Slot Clàssic és una fira dedicada al slot que se celebra anualment a la Plaça Major de Vic des de 2007 i compta amb compravenda i diverses activitats relacionades.